# Chauliodes
Chauliodes là một chi trong họ Corydalidae. Có khoảng năm loài được mô tả trong Chauliodes.

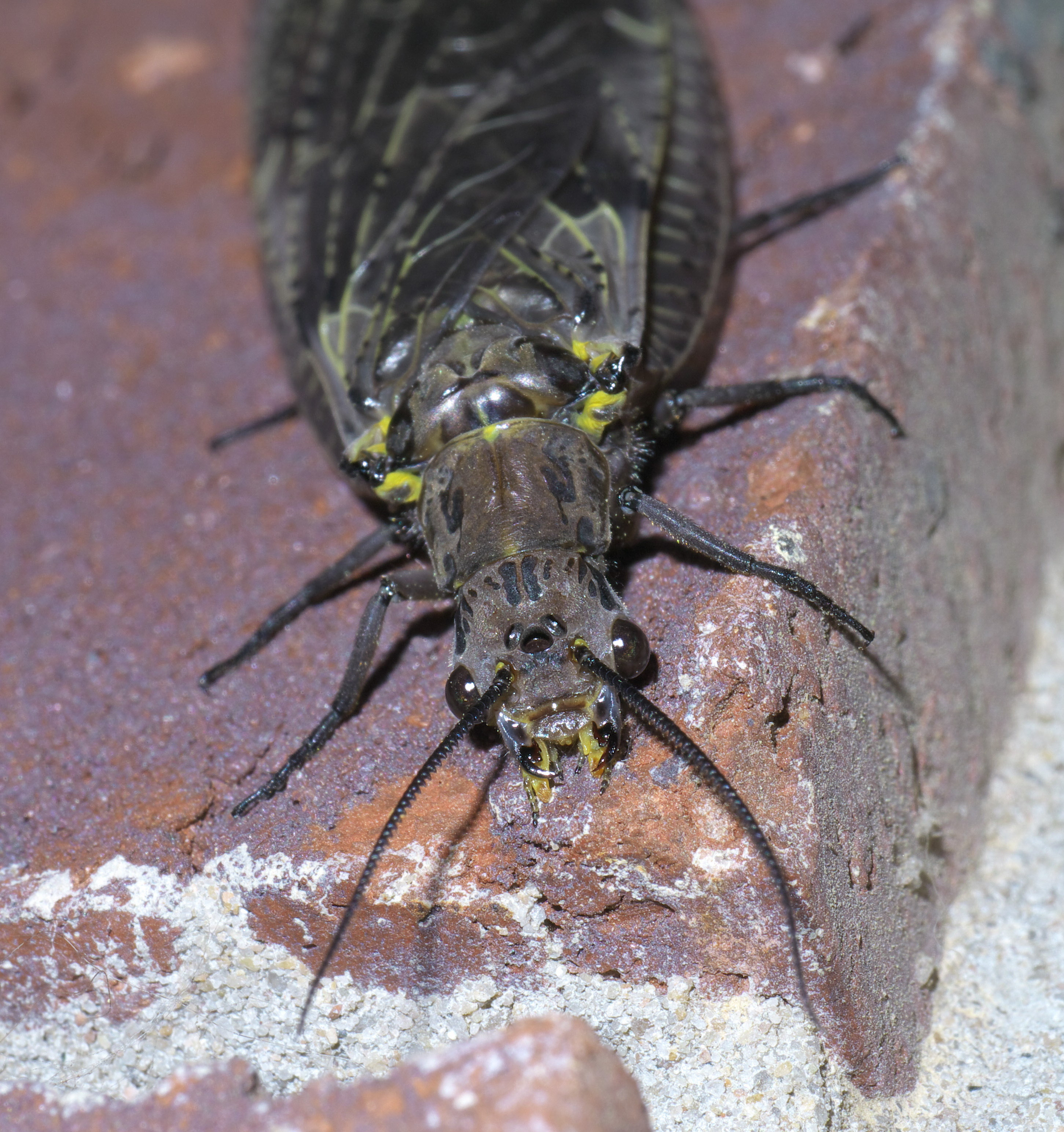
Chauliodes rastricornis

## Các loài
- Chauliodes carsteni Wichard, 2003
- Chauliodes pectinicornis (Linnaeus, 1763)
- Chauliodes priscus Pictet, 1856
- Chauliodes rastricornis Rambur, 1842
- Chauliodes schneideri Risso, 1827